# José Joaquim Nabuco de Araújo
José Joaquim Nabuco de Araújo, primeiro barão de Itapuã, (Salvador, 14 de julho de 1764 — 20 de abril de 1844) foi um magistrado e político brasileiro.
Filho de Manoel Fernandes Nabuco (Vila do Escalhão, Portugal, 1738 - Salvador, Brasil, 1817) e de Ana Maria Joaquina de Vasconcelos (Salvador,  Brasil, c. 1743 - ?), foi chanceler da relação e senador do Império do Brasil de 1826 a 1840. Era tio do também senador José Tomás Nabuco de Araújo e tio-bisavô do historiador, diplomata e político abolicionista Joaquim Nabuco.